# دوايت أندرسون (لاعب كرة قدم أمريكية)
دوايت أندرسون (بالإنجليزية: Dwight Anderson)‏ هو لاعب كرة قدم أمريكية ولاعب كرة قدم كندية أمريكي، ولد في 5 يوليو 1981 في سبانيش تاون في جامايكا.

## وصلات خارجية
- دوايت أندرسون على موقع مرجع كرة القدم المحترفة.كوم (الإنجليزية)
- دوايت أندرسون على موقع JustSportsStats.com (الإنجليزية)